# Contea di Shenqiu
La contea di Shenqiu (沈丘县S, Shěnqiū XiànP) è una contea della Cina, situata nella provincia di Henan e amministrata dalla prefettura di Zhoukou.